# Kwas lizergowy
Kwas lizergowy – organiczny związek chemiczny, kwas karboksylowy zawierający szkielet ergoliny. Jest składnikiem alkaloidów ergolinowych (np. ergotaminy) występujących w przetrwalnikach buławinki czerwonej znanych jako sporysz. Uzyskuje się go zwykle poprzez hydrolizę jego amidów, ale może także zostać otrzymany w syntezie totalnej. Monohydrat kwasu lizergowego krystalizuje w układzie heksagonalnym, w postaci bardzo cienkich listków. Cząsteczka tego kwasu jest chiralna – ma dwa centra asymetrii, wskutek czego występuje w postaci dwóch par diastereoizomerów.
Amidy kwasu lizergowego, np. LSD mają szerokie zastosowanie w medycynie oraz jako psychodeliki.
Kwas lizergowy jest prekursorem narkotykowym kategorii 1 według Rozporządzenia (WE) nr 273/2004.

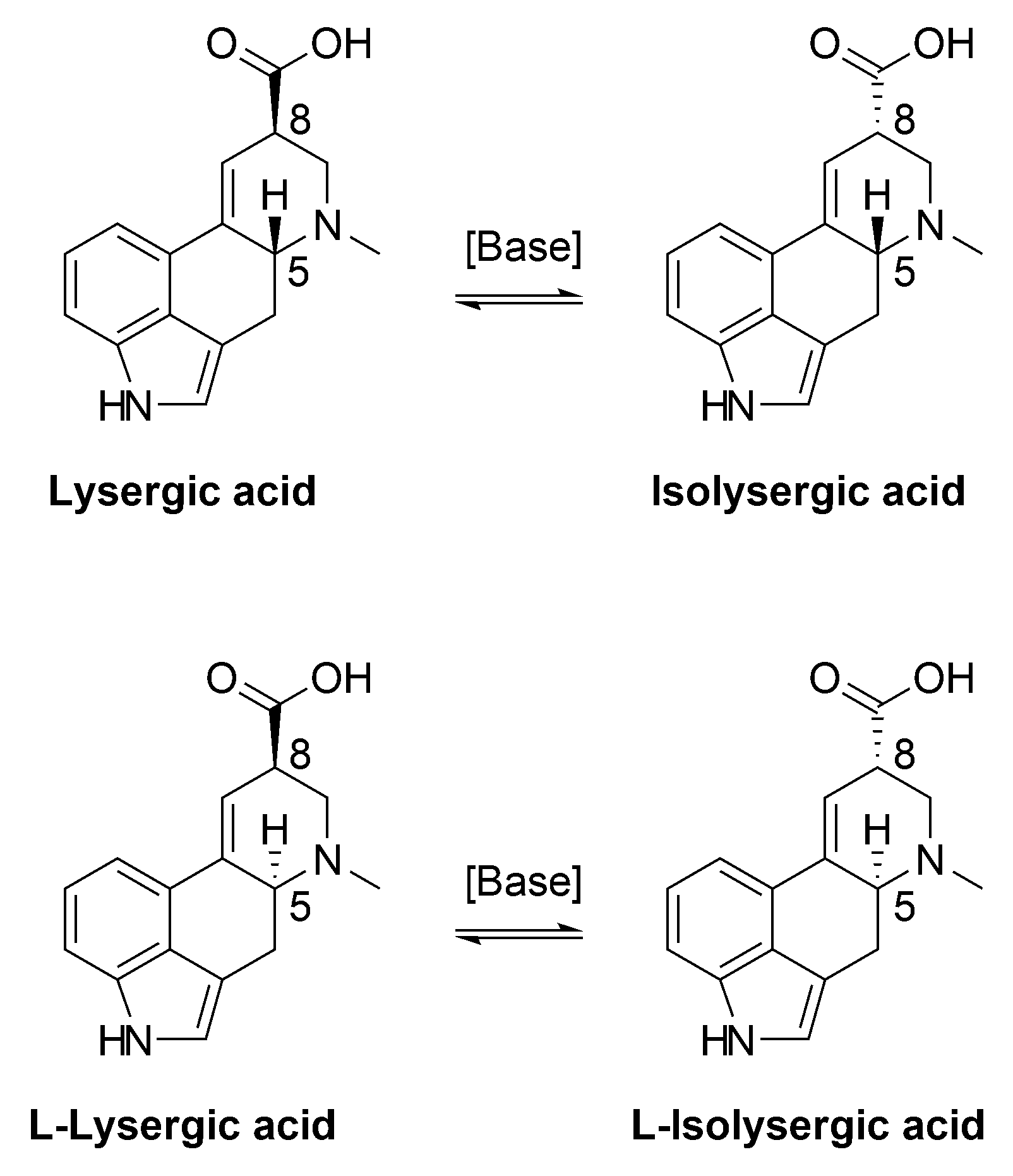
Diastereoizomery kwasu lizergowego i ich epimeryzacja przy atomie 8 w środowisku zasadowym